# Скаршин (Мазовецьке воєводство)
Скаршин (пол. Skarszyn) — село в Польщі, у гміні Нарушево Плонського повіту Мазовецького воєводства.
Населення — 156 осіб (2011).
У 1975-1998 роках село належало до Цехановського воєводства.

## Демографія
Демографічна структура станом на 31 березня 2011 року:
|          | Загалом | Допрацездатний вік | Працездатний вік | Постпрацездатний вік |
| -------- | ------- | ------------------ | ---------------- | -------------------- |
| Чоловіки | 83      | 11                 | 59               | 13                   |
| Жінки    | 73      | 12                 | 38               | 23                   |
| Разом    | 156     | 23                 | 97               | 36                   |